# 樱井孝次
樱井孝次（日语：／ Sakurai Kōji，1936年2月18日—），日本男子田径运动员，主项是三级跳远。他曾获得1958年亚洲运动会男子三级跳远银牌以及1962年亚洲运动会男子三级跳远金牌。